# Homero Kossac
Homero Kossac (Catalão, 27 de maio de 1930) é um ator e diretor de televisão brasileiro.
Homero ficou mais conhecido por ser um inseparável parceiro de Dercy Gonçalves por mais de 50 anos tanto nos palcos como fora deles. Homero e Dercy tiveram um pequeno namorico que resultou na amizade de mais de 50 anos que uniam os dois artistas. Homero dirigiu na televisão os programas de Dercy Gonçalves no SBT.
No ano de 1968, Homero atuou com a dama dos palcos brasileiros Cacilda Becker na Rede Bandeirantes. Ia ao ar a história de Inês de Castro, dentro da série Teatro Cacilda Becker. Cacilda estrelava o teleteatro, baseado numa história verídica de amor proibido que se passou em Portugal no século XIV onde também estavam no elenco Mauro Mendonça e Fábio Júnior. Porém, seu primeiro papel de destaque na televisão foi na telenovela O Feijão e o Sonho, onde também atuou com Fábio Júnior.
Atuou nas principais emissoras do país participando de minisséries da TV Globo e de telenovelas da TV Tupi, trabalhando com os maiores nomes de sua época como Walter Avancini, Denis Carvalho , Raul Cortez, Rubens de Falco, Odete Lara e Plínio Marcos.
Em maio de 2000, subiu ao palco do Teatro Brasileiro de Comédia, em São Paulo  para apresentação que marcou os 80 anos de idade de Ruy Affonso com lançamento de um CD de poemas de sua autoria. Em 2006 estrelou o filme O Sr e a Sra Martins, que concorreu no Festival de Gramado. Em 2007 participou do filme Chega de Saudade, de Laís Bodansky.

## Filmografia

### Televisão
| Ano  | Título                    | Personagem      | Notas                                    |
| ---- | ------------------------- | --------------- | ---------------------------------------- |
| 2012 | Dercy de Verdade          | Psicanalista    |                                          |
| 2008 | Alice                     | Abel de Moraes  | Episódio: "O Retorno de Elvira Cipriani" |
| 2000 | Fala Dercy                | —               |                                          |
| 1998 | Pérola Negra              | Horácio Camargo |                                          |
| 1994 | Éramos Seis               | Mr.Hilton       |                                          |
| 1990 | La Mamma                  | Dr. Tarquínio   |                                          |
| 1986 | Memórias de um Gigolô     | Milionário      |                                          |
| 1984 | Anarquistas Graças a Deus | Tio Ibrahim     |                                          |
| 1980 | Dulcinéa Vai à Guerra     | Morgado         |                                          |
| 1980 | Meu Pé de Laranja Lima    | Padre Juca      |                                          |
| 1977 | Cinderela 77              | Nicolau II      |                                          |
| 1976 | Tchan! A Grande Sacada    | Benê Bastos     |                                          |
| 1972 | A Revolta dos Anjos       | Milton          |                                          |
| 1971 | Hospital                  | Dr. Jaime       |                                          |
| 1970 | As Bruxas                 | Fidel           |                                          |
| 1970 | Simplesmente Maria        | Henrique        |                                          |
| 1969 | O Feijão e o Sonho        | Juca            |                                          |
| 1968 | Teleteatro Cacilda Becker | —               | Episódio: "Inês de Castro"               |

### Cinema
| Ano  | Título                 | Personagem   | Notas          |
| ---- | ---------------------- | ------------ | -------------- |
| 2011 | Meu País               | Tio Dante    |                |
| 2007 | Chega de Saudade       | Sr. Ernesto  |                |
| 2006 | O Sr. e a Sr.a Martins | Abel Martins | Curta-metragem |
| 2006 | Um Amor Tão Leve       | Senhor       | Curta-metragem |